# Skatxikha
Skatxikha (en rus: Скачиха) és un poble de l'óblast de Saràtov, a Rússia, segons el cens del 2010 tenia 146 habitants. Pertany al districte municipal de Rtísxevo.